# Ireneo Affò

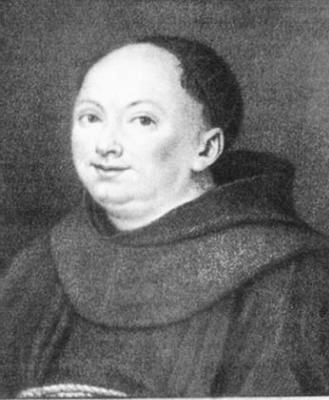
Ireneo Affò

Ireneo Affò OFM (geb. als Davide Affò, * 10. Dezember 1741 in Busseto, Provinz Parma, Region Emilia-Romagna; † 14. Mai 1797 ebenda) war ein italienischer Franziskaner, der sich als Historiker hervortat.

## Leben
Affòs Vater bemerkte seine frühe Neigung zum Zeichnen und zur Poesie und ermutigte ihn, in der Werkstatt des Malers und Bildhauers Pietro Balestra zu studieren. Nach kurzer Zeit begann Affò ein Studium der bildenden Künste und stellte seine Fähigkeiten im Schreiben unter Beweis. In seiner Jugend trat Affò dem Franziskanerorden bei. Er verfolgte weiterhin sein Schreiben, zu dem auch Gedichte gehörten. Er begann, das Studium der Gelehrsamkeit zu pflegen und führte umfangreiche historische Forschungen über Italien und die Umgebung durch.
Ferdinand, Herzog von Parma, schickte Affò 1768 als Professor für Philosophie nach Guastalla, wo er die Veröffentlichung zweier antiker Codices, darunter Angelo Polizianos Orpheus, und des neu entdeckten Archivs des Heiligen Geistes in Reggio Emilia überwachte. Anschließend gab er die kritische Ausgabe der dichterischen Werke des Heiligen Franz von Assisi heraus. Sein Hauptwerk im literarischen Bereich wird durch die ersten fünf Bände der Memorie degli scrittori e letterati parmigiani (Memoiren der Schriftsteller und Gelehrten von Parma, 1789–1797) repräsentiert. Während seiner Zeit in Guastalla schrieb Affò seine Storia della città e ducato di Guastalla (Geschichte der Stadt und des Herzogtums Guastalla). 
Im Jahr 1778 wurde Affò nach Parma zurückgerufen, um stellvertretender Bibliothekar des Gerichts zu werden. 1785 wurde er Direktor der Biblioteca Palatina in dieser Stadt und ersetzte Paolo Maria Paciaudi. Später wurde er Historiograph des Herzogtums Parma und Honorarprofessor für Geschichte an der Universität. Während seine Schriften ein breites Themenspektrum abdeckten, waren seine Recherchen sehr genau und wurden in der Bibliothek geschätzt. Im Jahr 1792 begann Affò mit der Veröffentlichung der vier Bände der die Storia della città di Parma (Geschichte von Parma).
Er starb im Alter von 56 Jahren im Franziskanerkloster von Busseto, als er an Typhus erkrankte. Er hinterließ ein Manuskript zur Geschichte von Pier Luigi II. Farnese. Girolamo Tiraboschi, ein italienischer Literaturkritiker und Historiker der italienischen Literatur, zitiert oft seine Werke. Sein Poetisches Wörterbuch und seine Memoiren sowie andere Stücke sind in die Raccolta Ferrarese di Opuscoli eingefügt.
Affòs Schriften erlangten in ganz Italien hohes Ansehen.

## Schriften

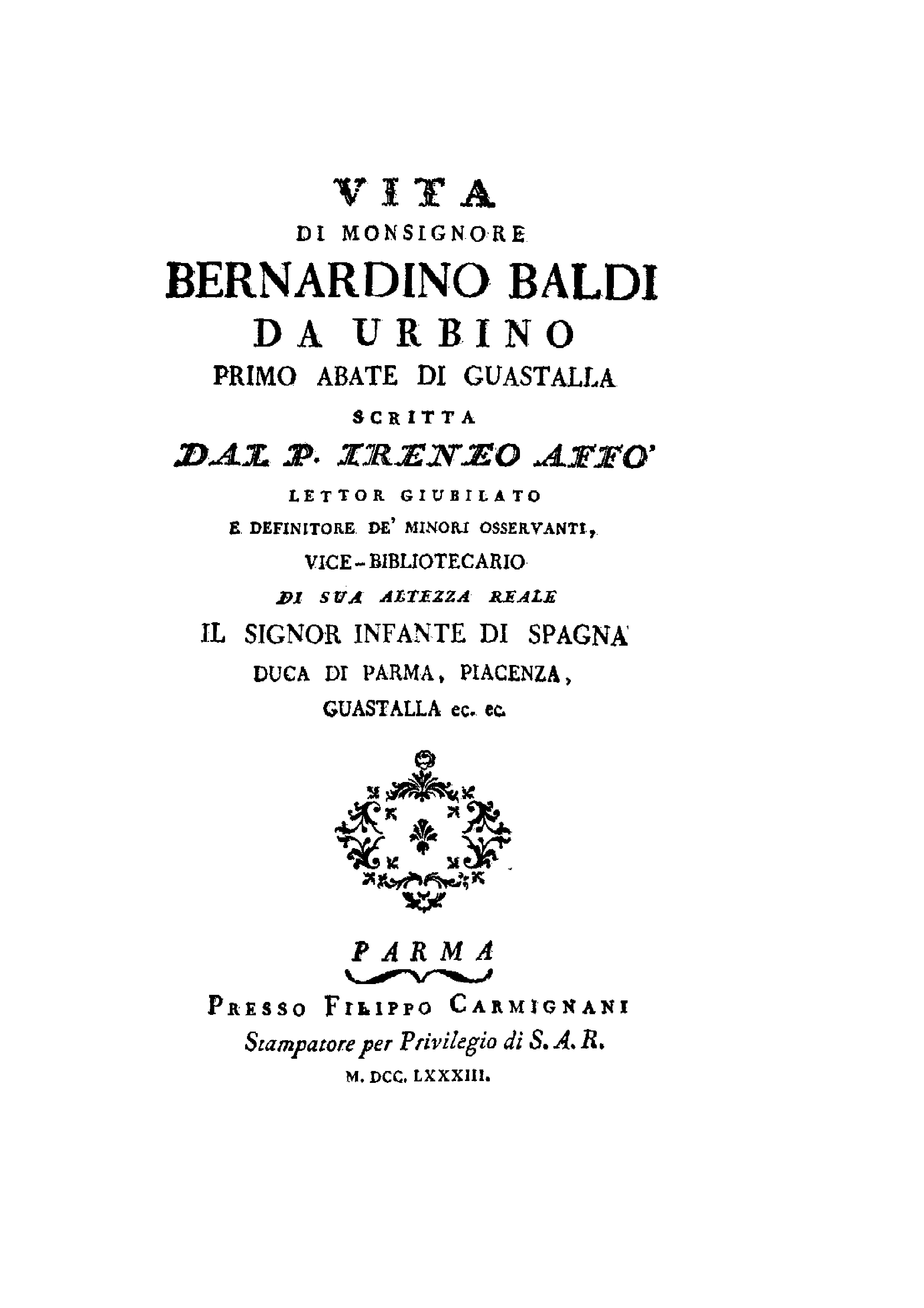
Vita di monsignore Bernardino Baldi da Urbino, 1783

- Vita di Luigi Gonzaga, detto Rodomonte, Principe del Sacro Romano Impero. Presso Filippo Carmignani, Parma 1780 (italienisch, google.com).
- Memorie di Taddeo Ugoleto Parmigiano, Bibliotecario di Mattia Corvino, rè di Ungheria. Stamperia reale, Parma 1781 (italienisch, google.com). (Biographie von Taddeo Ugoleto Parmigiano)
- Vita di Monsignore Bernardino Baldi da Urbino, primo abate di Guastalla. Presso Filippo Carmignani, Parma 1783 (italienisch, google.com). (Biographie von Bernardino Baldi, erster Abt von Guastalla)
- Vita di Baldassare Molossi da Casalmaggiore detto Tranquillo, eccelento poeta latino. Presso Filippo Carmignani, Parma 1779 (italienisch, google.com).
- Vita del Cavaliere Bernardino Marliani, Mantovano. Presso Filippo Carmignani, Parma 1780 (italienisch, google.com).
- Antichita e Pregi della Chiese Guastallese. Ragionamento storico-critico. Stamperia Reale, Parma 1774 (italienisch, google.com).
- Vita di Vespasiano Gonzaga, Duca di Sabbioneta and Trajetto, Marchese di Ostiano, Conte di Rodigo, Fondi, etc. Presso Filippo Carmignani, Parma 1780 (italienisch, google.com). (Biographie von Vespasiano Gonzaga)
- Vita del graziosissimo pittore Francesco Mazzola, detto il Parmigiano. Presso Filippo Carmignani, Parma 1784 (italienisch). (Biographie von Francesco Mazzola, Parmigianino)
- Ireneo Affò: Vita del beato Orlando de Medici, eremita. Colla storia del culto già da quattro secoli prestatogli in Busseto ovvero riposa il venerabile suo corpo. Stamperia Reale, Parma 1784 (italienisch, google.com).
- Sopra una stanza dipinta dal celeberrimo Antonio Allegri da Correggio nel monistero di S. Paolo in Parma. Stamperia Carmignani, Parma 1794 (Digitalisat).
- Storia della città di Parma, Tomo Quarto. Stamperia Carmignani, Parma 1795 (italienisch, google.com). (Geschichte von Parma, Band 4)
- Vita di Pier Luigi Farnese, primo duca di Parma, Piacenta e Guastalla. Presso Paolo Emilio Giusti Stampatore, Librajo, e Fonditore nella contrada di Santa margherita No. 1118 e 1120, Mailand 1821 (italienisch, google.com). (Biographie von Pier Luigi II. Farnese, Herzog von Parma.)